# Націонал-соціалістичний рух (США)
«Націонал-соціалістичний рух» (НСР) (англ. National Socialist Movement) — американська політична партія неонацистського спрямування зі штаб-квартирою в Детройті.

## Історія партії
Заснована у 1974 році в місті Сент-Пол, штат Міннесота, під впливом ідей полковника Джорджа Роквелла, який був одним з лідерів руху, що сповідував неонацизм у післявоєнній Америці, Робертом Бранненом та Кліффом Геррінґтоном, колишніх членів Американської нацистської партії, як «Націонал-соціалістичний рух американських вільних робітників» (англ. National Socialist American Workers Freedom Movement). 

Прапор Націонал-соціалістичного руху до 2016 року

Прапор Націонал-соціалістичного руху після 2016 року

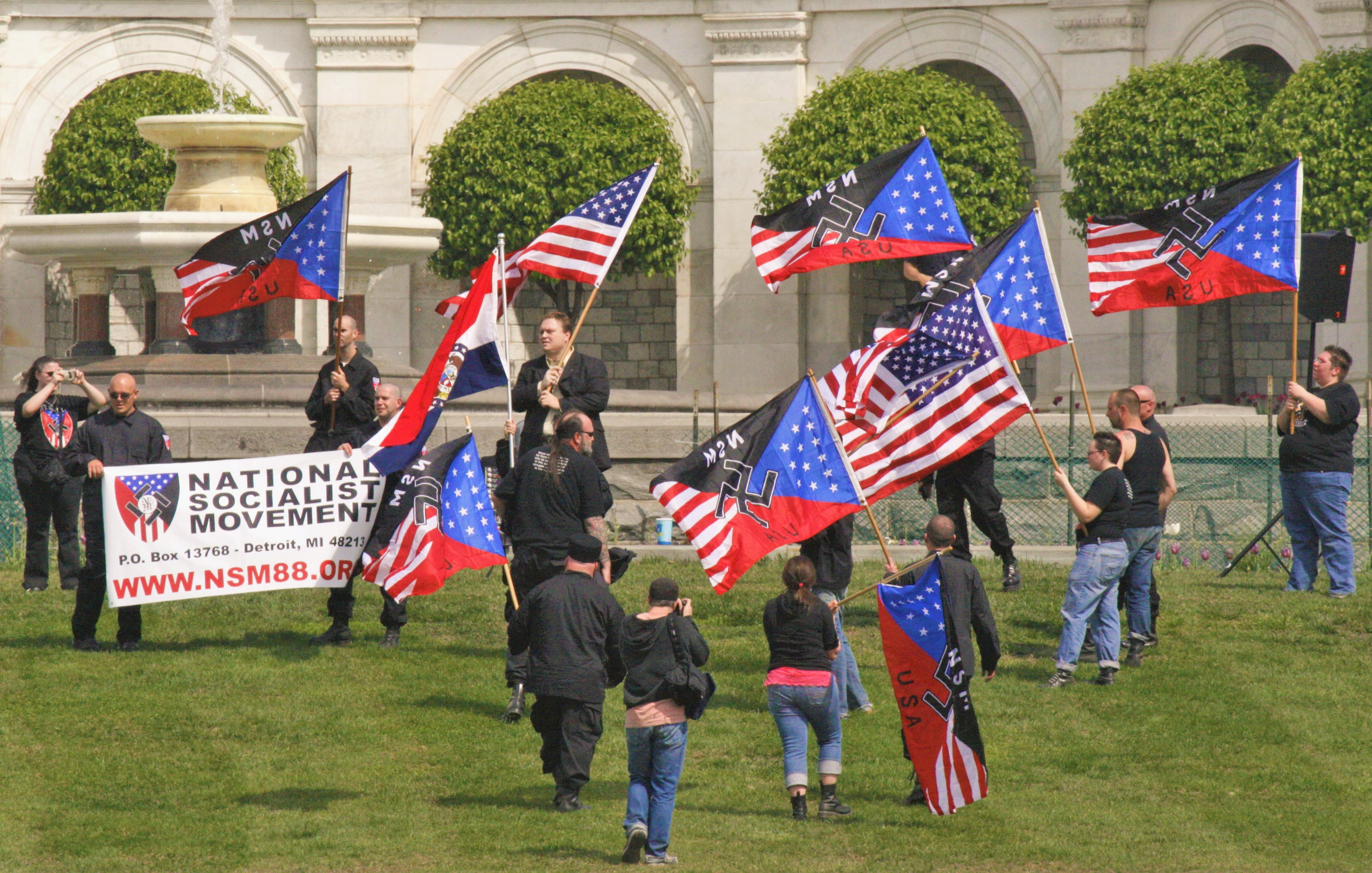
Мітинг «НСР» біля Капітолія США. 2008 рік

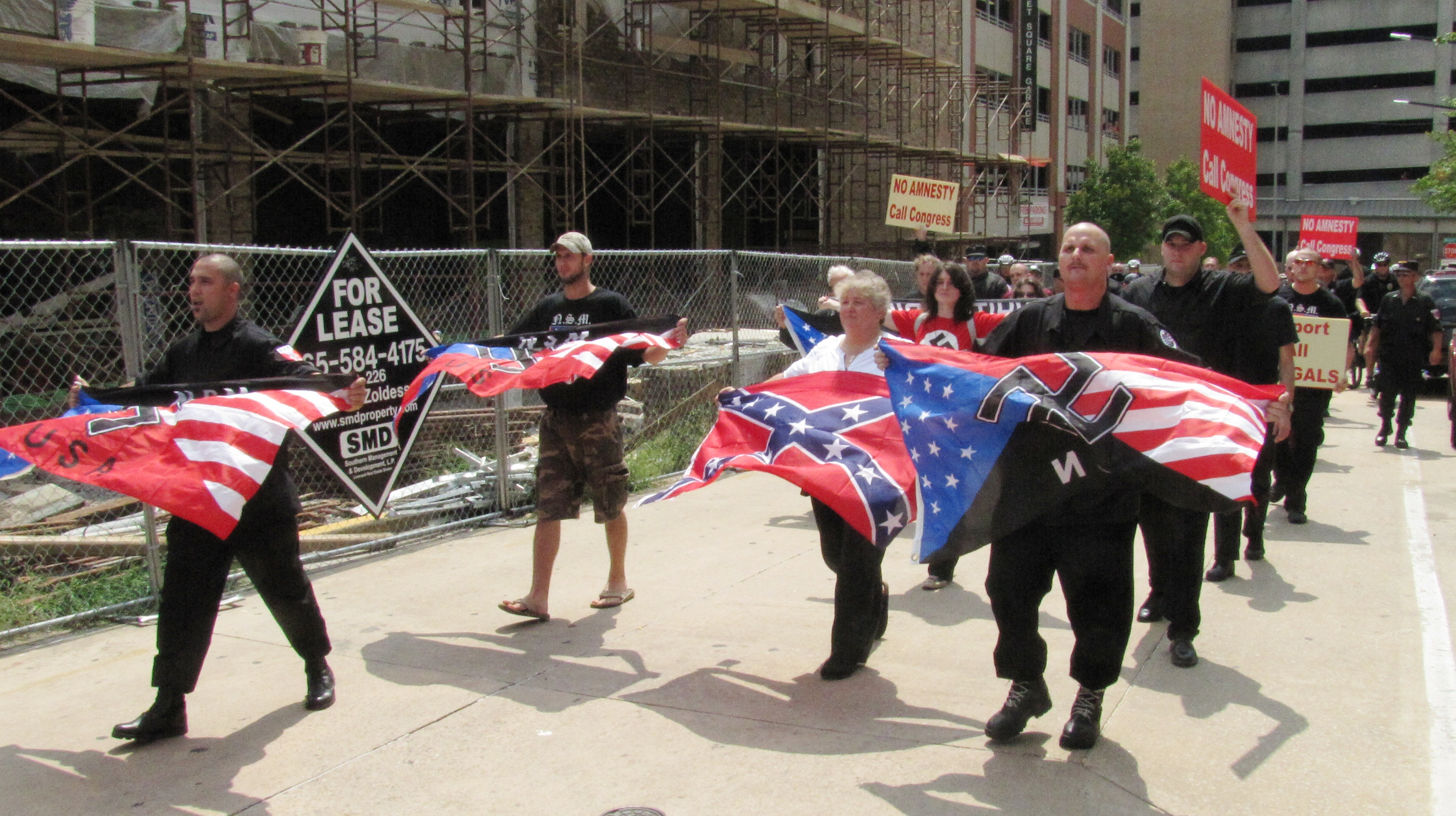
Активісти «НСР» протестують проти нелегальної імміграції. Ноксвілл, штат Теннессі

Партія знаходиться під слідством з 2017 року, через участь в смолоскипній ході у Шарлоттсвіллі. Стихійна смолоскипна хода відбулась 12 серпня 2017 року, на ній Націонал-соціалістичний рух вимагав від місцевої влади відмовитися від знесення пам'ятника генералу конфедератів Роберту Едварду Лі. У місті спалахнули заворушення, в яких постраждали 15 осіб. Через кілька днів на ході проти акції ультраправих автівка на великій швидкості в'їхав у натовп, загинула одна людина, ще 19 осіб отримали поранення. Тоді ж на околиці міста впав поліцейський вертоліт, загинули двоє людей.
У січні 2019 року партію очолив Джеймс Гарт Стерн, 54-річний темношкірий активіст, змінивши на посаді Джеффа Скупа. В статутних документах організації не пояснюється, як йому вдалося це зробити і чому відбулася зміна керівництва. Після свого офіційного призначення Джеймс Гарт Стерн спробував заборонити організацію — подав прохання, щоб суд визнав її екстремістською. У березні 2019 року Стерн передав свою посаду Берту Колуччі.

## Ідеологія

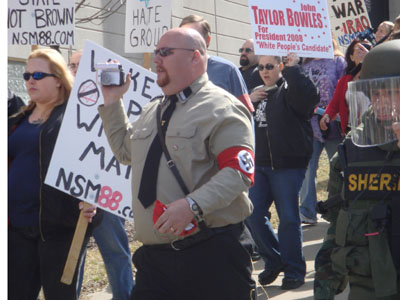
Марш Націонал-соціалістичного рух в місті Коламбія, штат Міссурі

Націонал-соціалістичний рух виступає проти нелегальної імміграції, євреїв, мусульман, чорношкірих,  гомосексуалів.
Програма Націонал-соціалістичного рух складається з «25 пунктів», як й у Гітлера. У програмі йдеться про: відмову від  федерального податкового навантаження, націоналізацію монополій, виведення військ з закордону, ліквідацію бази в Ґуантанамо, припинення членства в ООН та МВФ, заборонити спекуляції у приватному ВПК, заборона фінансувати ЦАХАЛ, право американців на медичну допомогу незалежно від  наявності страхового полісу, американське громадянство тільки білим, заборона гомосексуальності, не громадянам заборонити отримувати медичні та соціальні послуги. 
Націонал-соціалістичний рух не схвалив вторгнення США в Ірак, назвавши це «війну проти беззахисного народу». Нині Націонал-соціалістичний рух підтримує дії режиму Асада у війні з джихадистами та ісламістами, та засуджує втручання США у сирійські справи.

## Структура
Партія має відділення по всій території США, у 32-х штатах. Найбільшою популярністю Націонал-соціалістичний рух користується у штатах Каліфорнія, Невада, Іллінойс, Канзас, Огайо, Мічиган, Вірджинія, Флорида та Вісконсин.
Члени Націонал-соціалістичного руху носять уніформу подібну до одностроїв Штурмових загонів НСДАП з модифікованими відзнаками. Керівна ланка має звання сержантів, лейтенантів та командорів. 
У Націонал-соціалістичного руху є молодіжне крило під назвою «Молодіжний корпус Вікінг».
Пік популярності Націонал-соціалістичного руху припав на кінець 2000-их років. У 2009 році партія налічувала від 700 до 1000 членів. Нью-Йорк таймс у травні 2011 року описав Націонал-соціалістичний рух як «найбільшу групу білих расистів, яка налічує близько 400 членів у 32 штатах».
Члени руху видають літературу, проводять демонстрації і мітинги, спалюють книги. Вони також прибирають місця громадського відпочинку та ділянки федеральних трас. Займаються цивільним патрулювання кордону з Мексикою.

## Голови партії
- Роберт Браннен (1974-1984)
- Кліфф Геррінґтон (1984-1994)
- Джефф Скуп (1994-2019)[10]
- Джеймс Гарт Стерн (січень-березень 2019)
- Берт Колуччі (березень 2019- донині)